# Lissoclinum fragile
Lissoclinum fragile is een zakpijpensoort uit de familie van de Didemnidae. De wetenschappelijke naam van de soort is voor het eerst geldig gepubliceerd in 1902 door Van Name.